# Mangora umbrata
Mangora umbrata är en spindelart som beskrevs av Simon 1897. Mangora umbrata ingår i släktet Mangora och familjen hjulspindlar.
Artens utbredningsområde är Peru. Inga underarter finns listade i Catalogue of Life.